# Alex de Minaur
Alex de Minaur, född 17 februari 1999 i Sydney, är en australisk professionell tennisspelare.
Han har vunnit nio titlar i singel på ATP-touren och en i dubbel.
Hans far Anibal de Miñaur är från Uruguay och hans mor Esther Román från Spanien. När de Minaur var fem år flyttade familjen till Spanien, varefter familjen pendlade mellan Australien och Spanien.
Sedan 2020 har de Minaur en relation med tennisspelaren Katie Boulter och de förlovade sig den 23 december 2024.